# Hluboká (Krucemburk)
Hluboká (německy Hluboka) je vesnice, část městyse Krucemburk v okrese Havlíčkův Brod. Nachází se asi 3 km na jih od Krucemburku. V roce 2009 zde bylo evidováno 70 adres.
Hluboká leží v katastrálním území Hluboká u Krucemburku o rozloze 2,94 km². Do východního cípu katastrálního území zasahuje přírodní rezervace Štíří důl.

## Galerie

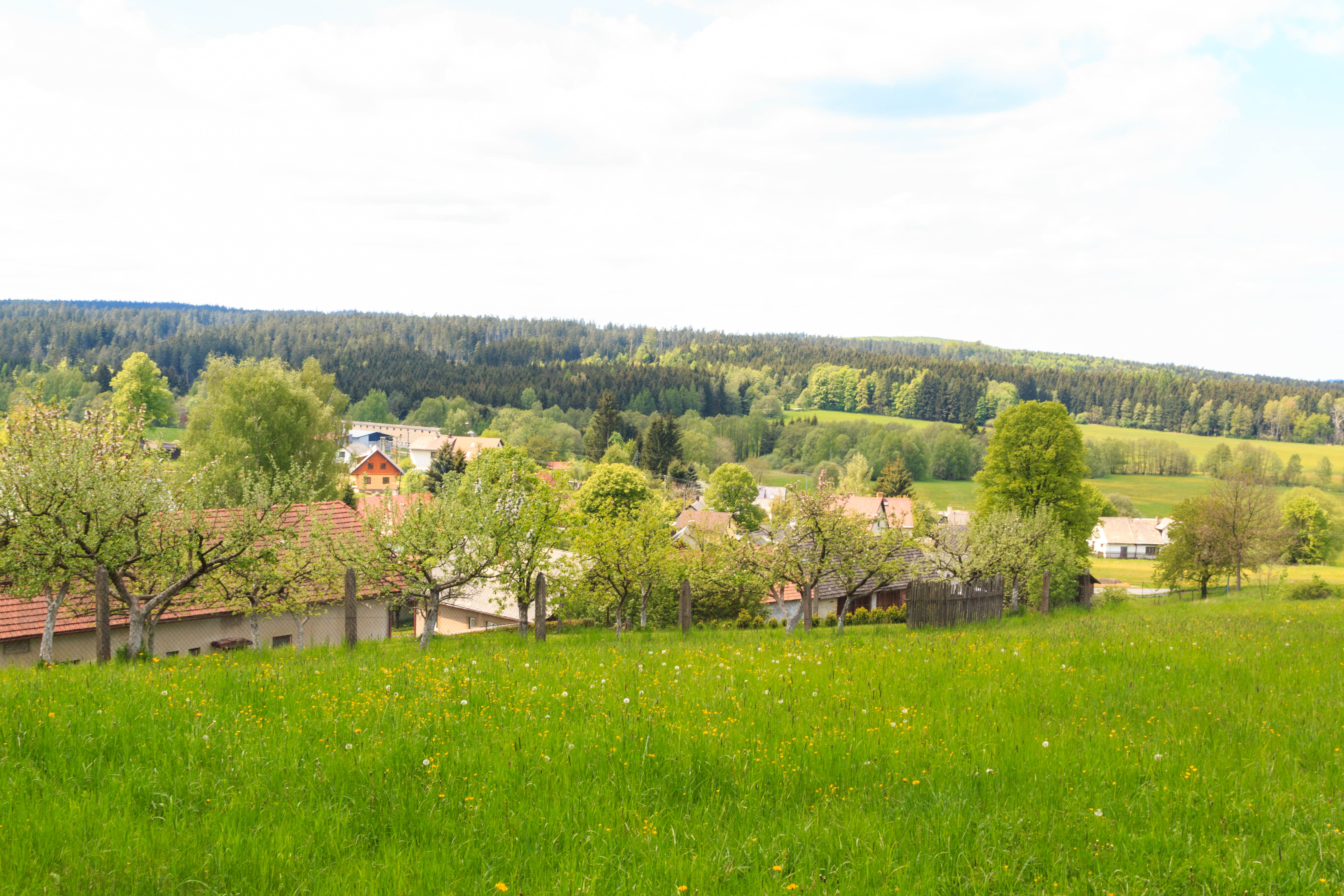
Hluboká u Krucemburku ze silnice od Radostína
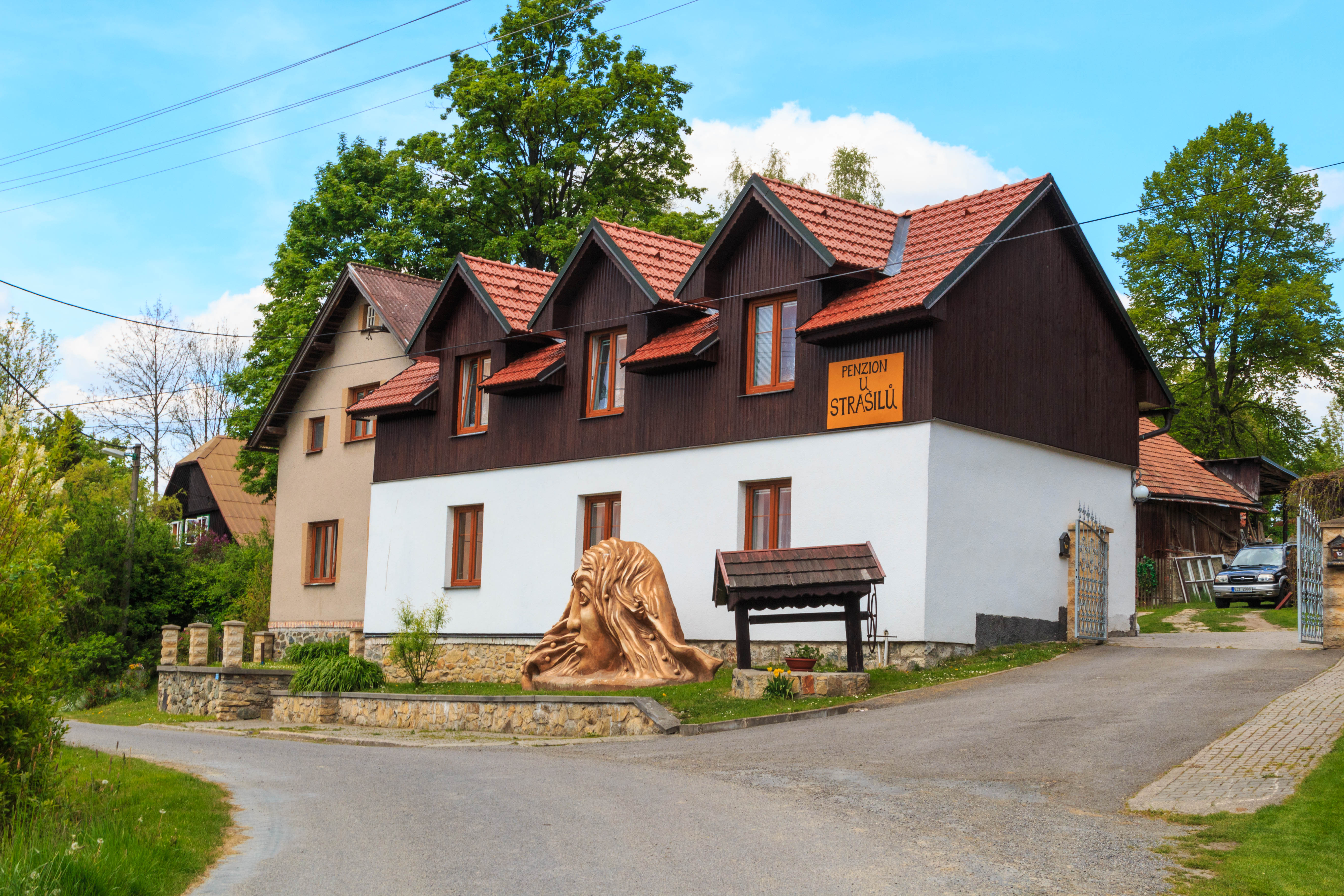
Hluboká u Krucemburku penzion Strašil
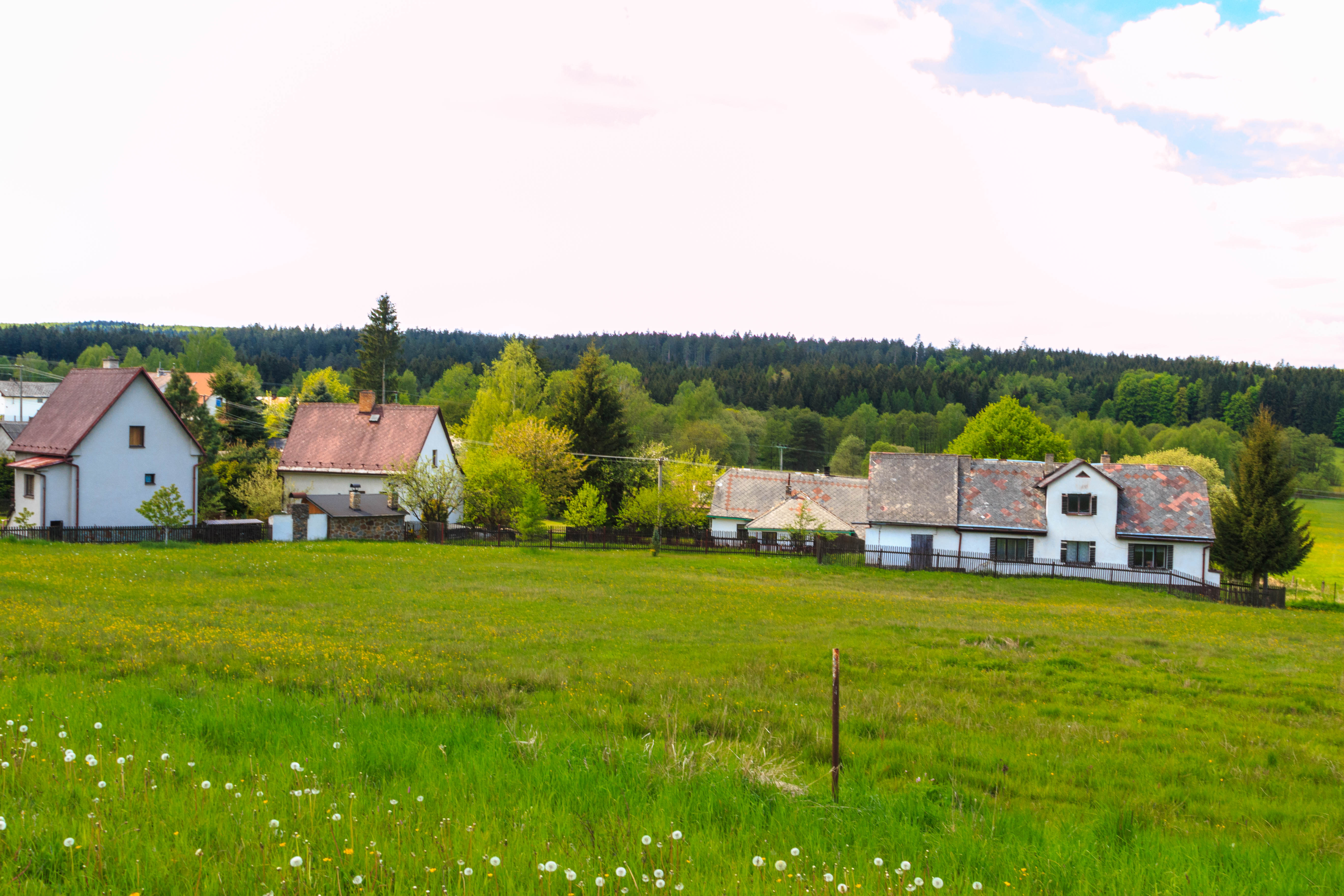
Hluboká ze silnice od Krucemburku
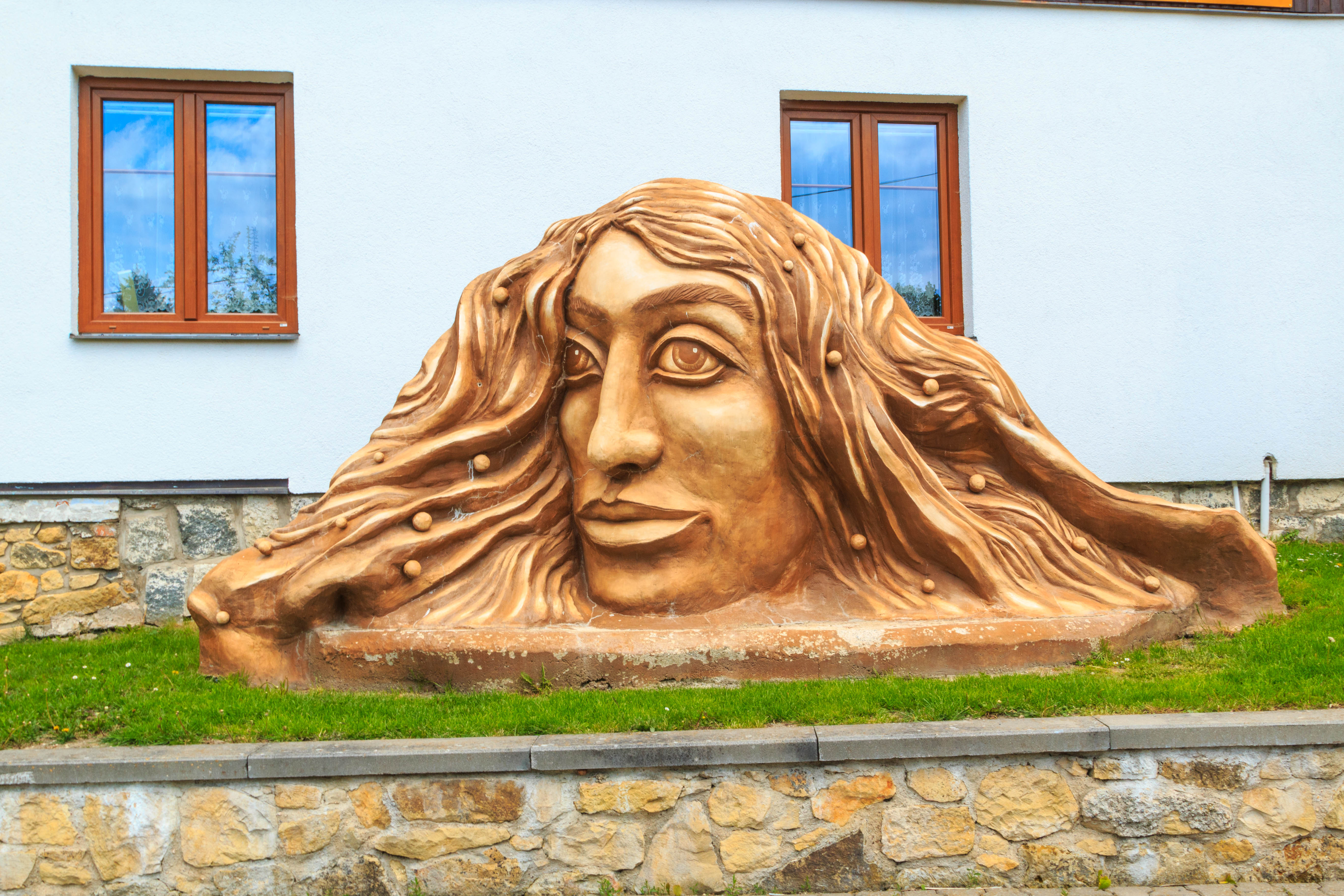
Hluboká u Krucemburku – Josefína